# Лунка Праховеј (Прахова)
Лунка Праховеј (рум. Lunca Prahovei) насеље је у Румунији у округу Прахова у општини Магурени. Oпштина се налази на надморској висини од 332 m.

## Становништво
Према подацима из 2002. године у насељу је живело 1141 становника, од којих су сви румунске националности.